# Dorothea Marx

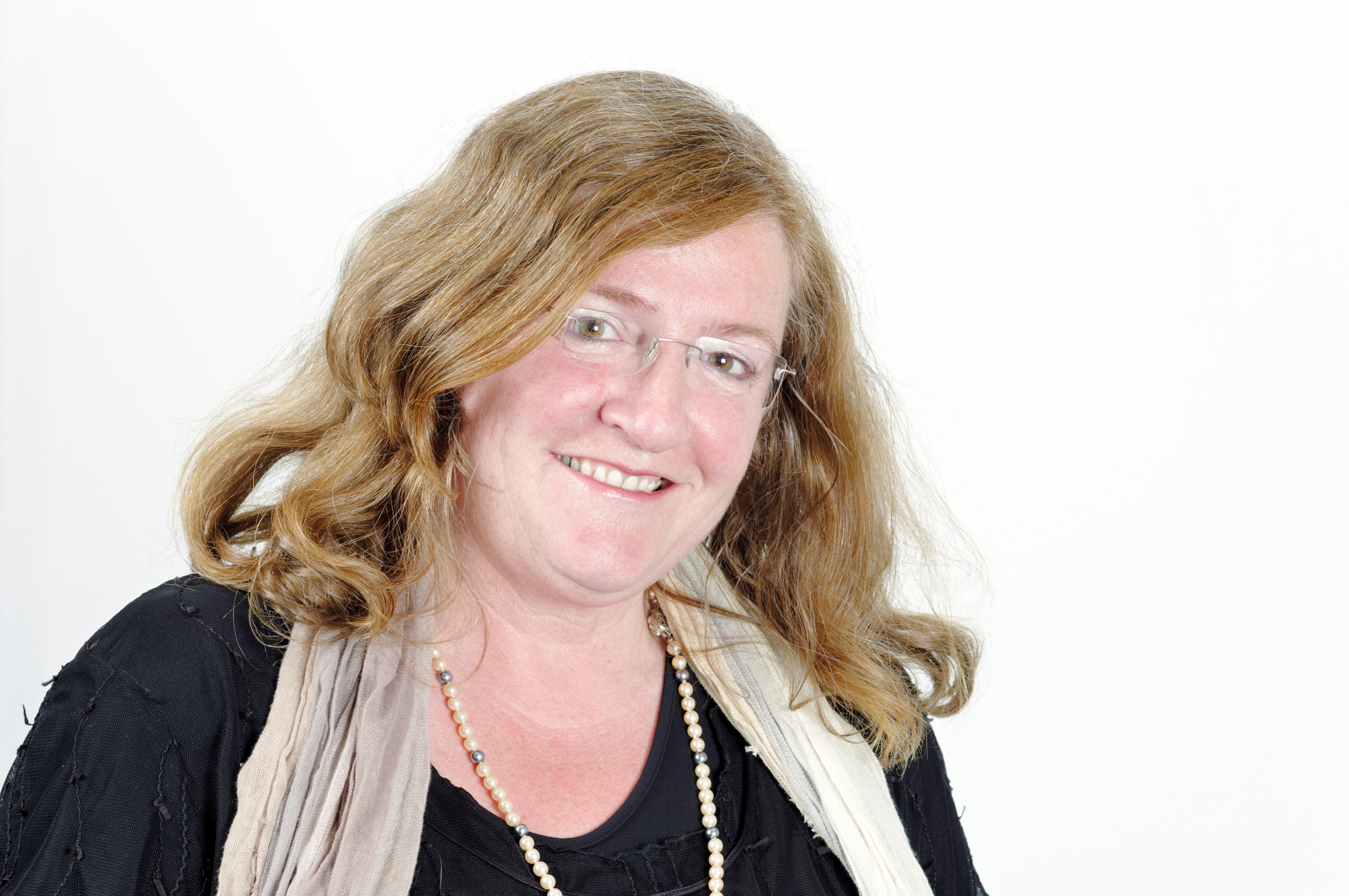
Dorothea Marx (2011)

Ulrike Dorothea „Dorle“ Marx (* 22. Dezember 1957 in München) ist eine deutsche Politikerin (SPD). Sie war von 1990 bis 1998 Mitglied des Deutschen Bundestages. Seit 2025 ist sie erneut Mitglied des Thüringer Landtages, dem sie bereits von 2009 bis 2024 angehörte und dessen Vizepräsidentin sie von 2017 bis 2024 war.

## Werdegang
Marx wuchs in Hessen auf und trat an ihrem 16. Geburtstag 1973 der SPD bei. 1976 legte sie das Abitur in Bad Vilbel ab und studierte anschließend von 1976 bis 1982 Rechtswissenschaften in Frankfurt am Main. Nach dem ersten Staatsexamen war sie von 1981 bis 1984 wissenschaftliche Mitarbeiterin am Institut für Arbeits-, Wirtschafts- und Zivilrecht in Frankfurt am Main. 1989 legte sie das zweite Staatsexamen ab, anschließend war sie in Frankfurt als Rechtsanwältin tätig.
Von 1981 bis 1991 war Marx Stadtverordnete in Bad Vilbel. 1990 wurde sie für die SPD Hessen in den Deutschen Bundestag gewählt, dem sie während der 12. und 13. Wahlperiode (1990–1998) angehörte. Bis 1998 war sie Mitglied des Landesvorstands der hessischen SPD und Mitglied des Bundesparteirats.
1998 zog Marx nach Thüringen, wo sie seitdem Rechtsanwältin in nordthüringischem Sondershausen ist. 2004 wurde sie stellvertretende SPD-Kreisvorsitzende im Kyffhäuserkreis. Zur Bundestagswahl 2005 kandidierte sie für die Thüringer SPD, unterlag jedoch im Bundestagswahlkreis Kyffhäuserkreis – Sömmerda – Weimarer Land I gegen Peter Albach. Bei der Landtagswahl 2009 wurde sie über Platz 12 der SPD-Landesliste in den Thüringer Landtag gewählt. 2014 und 2019 wurde sie erneut in den Landtag gewählt. Im Dezember 2013 wurde sie in den Vorstand der SPD-Landtagsfraktion gewählt. Nach dem Ausscheiden Uwe Höhns wurde sie am 27. September 2017 zur Vizepräsidentin des Thüringer Landtags gewählt. Im Landtag war sie Vorsitzende des NSU-Untersuchungsausschusses. Bei der Landtagswahl in Thüringen 2024 verpasste Marx den Wiedereinzug in den Thüringer Landtag. Wenige Monate später, am 1. März 2025, erlangte sich jedoch erneut das Mandat im Landtag als Nachrückerin für Georg Maier.
Marx ist verheiratet und Mutter von zwei Töchtern.